# Parque de las Instrucciones del Año XIII

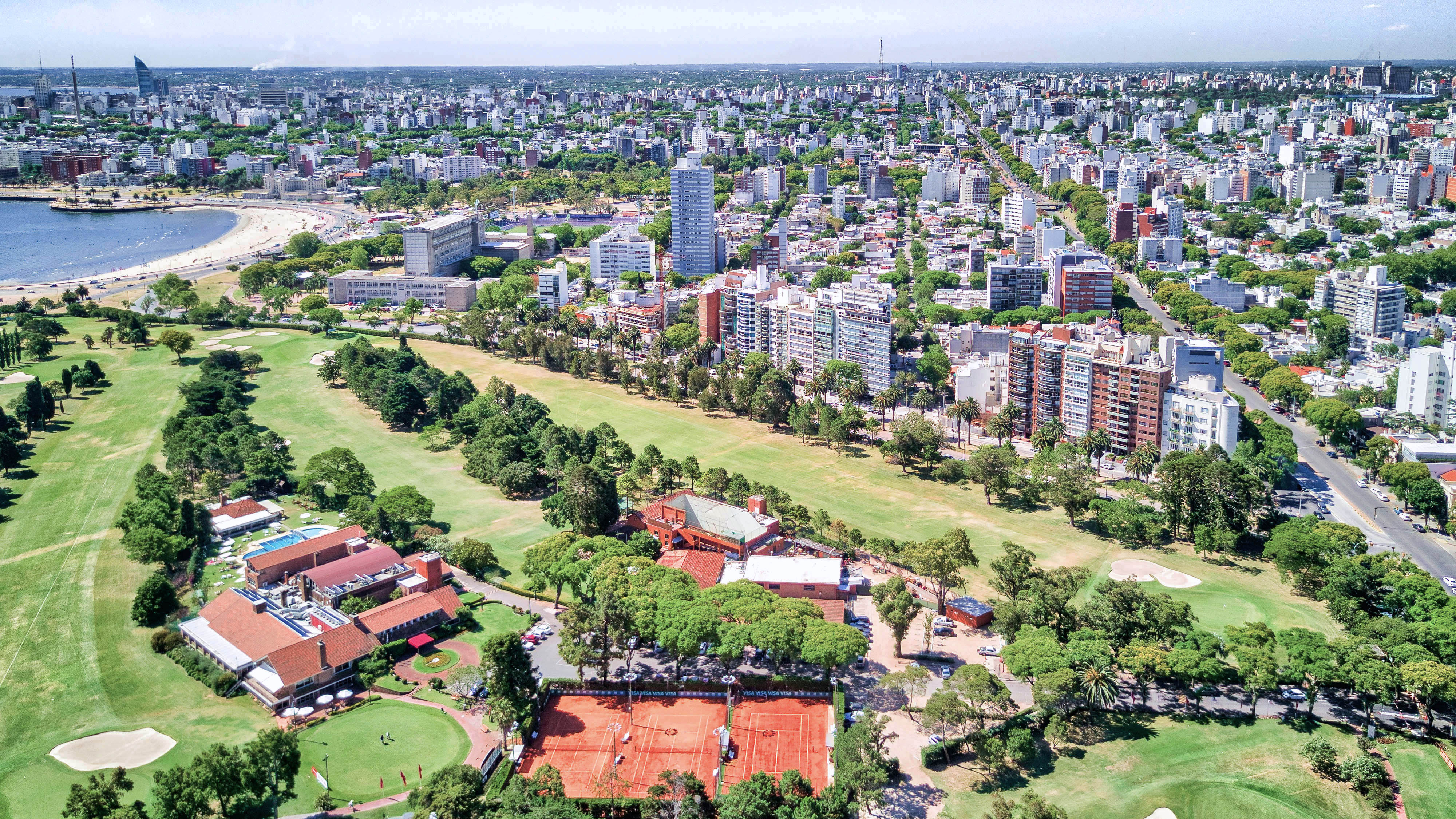
Parque de las Instrucciones del Año XIII

El Parque de las Instrucciones del Año XIII es un parque en la capital uruguaya Montevideo en el barrio de Punta Carretas en la parte occidental del barrio homónimo, en el punto más austral de Montevideo. El Parque de las Instrucciones del Año XIII fue diseñado como un campo de golf por el británico Alister Mackenzie e inaugurado en 1934. Ese campo hoy en día es el Club de Golf del Uruguay. Está abierto al público los domingos de tarde, excepto en invierno y durante torneos internacionales.

## Literatura
- Guía Arquitectónica y Urbanística de Montevideo. Tercera Edición. Intendencia Municipal de Montevideo , Montevideo u. a. 2008, ISBN 978-9974-600-26-3, S. 250, 300.

- Datos: Q2054041